# Alexandra Grintschischina
Alexandra Grintschischina (kasachisch Александра Гринщищина, engl. Transkription Alexandra Grinchishina; * 22. Oktober 1995) ist eine ehemalige kasachische Tennisspielerin.

## Karriere
Grintschischina spielte vorrangig auf der ITF Women’s World Tennis Tour, wo sie einen Titel im Doppel gewinnen konnte.
2017 erreichte sie bei der Sommer-Universiade im Damendoppel zusammen mit Kamila Kerimbajewa das Viertelfinale.

## Turniersiege

### Doppel
| Nr. | Datum         | Turnier | Kategorie   | Belag             | Partnerin         | Finalgegnerinnen                  | Ergebnis  |
| --- | ------------- | ------- | ----------- | ----------------- | ----------------- | --------------------------------- | --------- |
| 1.  | 15. März 2014 | Astana  | ITF $10.000 | Hartplatz (Halle) | Kateryna Sljussar | Jekaterina Kljujewa Sofia Smagina | 6:4, 7:63 |